# Der Theatermacher
Der Theatermacher ist ein 1984 erschienenes, 1985 uraufgeführtes Theaterstück des österreichischen Schriftstellers Thomas Bernhard.

## Inhalt
Das Stück handelt vom Staatsschauspieler Bruscon, der auf Tournee in dem kleinen Dorf Utzbach Halt macht und dort versucht, seine Komödie „Das Rad der Geschichte“ erfolgreich auf die Bühne zu bringen. Seine ganze Familie – die Ehefrau, Sohn und Tochter – sind als Schauspieler daran beteiligt.
Zu Beginn beharrt Bruscon gegenüber dem Wirt des Gasthauses, in dem gespielt werden soll, vehement darauf, dass der Feuerwehrhauptmann des Dorfes die Löschung des Notlichts am Ende des Stücks erlauben muss. Bruscon äußert über viele Umstände des Ortes seinen Unmut. Er beklagt sich gegenüber dem Wirt über die Schwüle des Raumes, befürchtet ein Durchbrechen des Bodens und der Ort Utzbach scheint ihm im Grunde viel zu klein für sein so „herausragendes“ Werk. Zudem sei auch noch „Blutwursttag“, wie er vom Wirt erfährt, da habe kaum ein Dorfbewohner Zeit.
Bei den Proben des Stückes mit seinen Kindern und der scheinbar erkälteten Frau („ihr ganzes Talent investiert eure Mutter in ihre gespielten Krankheiten“) erweist sich der Theatermacher Bruscon dann als regelrechter Tyrann. In immer wiederkehrenden Phrasen putzt er das schauspielerische Talent der anderen abwechselnd herunter, wohingegen er sich selbst stets als großen „Staatsschauspieler“ hervorhebt und dienerhaftes Verhalten der anderen verlangt. Oft verstrickt er sich auch in widersprüchliche Aussagen, ohne es zu bemerken: (zum Sohn) „Du bist meine größte Enttäuschung, das weißt du, aber du hast mich nie enttäuscht, du bist mein Nützlichster.“ Der einzige Moment der Probenzeit, in dem die Familie von den Tiraden des Bruscon verschont bleibt, ist der gemeinsame Genuss der Frittatensuppe, die Bruscon zu Beginn ausdrücklich beim Wirt bestellt hatte. Im Lauf des Stücks zeigt sich, dass sich hinter Bruscons Überheblichkeit und Egozentrik Überdruss und Selbstzweifel verbergen.
Die Aufführung von Bruscons Komödie, in der seiner Aussage nach alle Komödien enthalten seien, geht letztendlich schief. Nach heftigem Donnern zu Beginn der Aufführung verlassen die letztlich doch recht zahlreich erschienenen Zuschauer das Wirtshaus, weil in den Pfarrhof ein Blitz eingeschlagen hat und es durchs Dach des Saales regnet. Bruscon bleibt enttäuscht im Regen zurück.

## Anspielungen
Der Theatermacher ist reich an Anspielungen auf Salzburg und die Salzburger Festspiele
- Der Schauplatz Schwarzer Hirsch in Utzbach spielt auf das Hotel Goldener Hirsch in Salzburg an, das sich in unmittelbarer Nähe des Festspielbezirks befindet.
- Der Streit betreffend das Notlicht bezieht sich auf den Skandal rund um die zweite Aufführung von Bernhards Stück Der Ignorant und der Wahnsinnige, das bei den Salzburger Festspielen 1972 in der Regie von Claus Peymann uraufgeführt wurde.
- Als Vorbild für den Theatermacher Bruscon wurde im Vorfeld der Uraufführung Oskar Werner genannt, dies wurde allerdings von Claus Peymann, dem Regisseur der Uraufführung, in Abrede gestellt bzw. angezweifelt.[1][2][3]

## Hörspiel
- 2022 – Bearbeitung und Regie: Leonhard Koppelmann – Hörspielbearbeitung – ORF/Ö1 mit Peter Simonischek, Brigitte Karner und Kaspar Simonischek[4][5]